# Dicliptera hirta
Dicliptera hirta là một loài thực vật có hoa trong họ Ô rô. Loài này được K.Balkwill mô tả khoa học đầu tiên năm 1996.